# Верхний Осерёдок
Ве́рхний Осерёдок — остров в России в Астраханской области. Находится в Каспийском море ниже уровня моря. Длина острова 22 км, ширина 11 км. Отделён от суши узким каналом шириной 300 м. Находится между морскими каналами Тишковским и Белинским. Ближайший населённый пункт — село Тишково. Через остров проходит небольшая лесная дорога. Северо-западнее острова находится биосферный участок «Трёхизбенский». Самая низкая точка −27 м. Самая западная точка — мыс Косинский.